# Ruben Allinger
Karl Ruben Allinger (23. prosince 1891, Uppsala – 9. ledna 1979, Tumba) byl švédský reprezentační hokejový útočník.
V roce 1924 byl členem Švédské hokejové týmu, který skončil čtvrtý na zimních olympijských hrách.